# Lucjanowate
Lucjanowate (Lutjanidae) – rodzina ryb okoniokształtnych (Perciformes). Poławiane gospodarczo i w wędkarstwie dla smacznego mięsa.

## Występowanie
Tropikalne i subtropikalne wody oceaniczne, na głębokościach do 450 m p.p.m., niektóre gatunki spotykane w estuariach, skąd wpływają do rzek w poszukiwaniu pokarmu.

## Cechy charakterystyczne
- ciało krępe, wydłużone
- otwór gębowy w położeniu końcowym, średni do dużego
- 10–12 promieni twardych i 10–17 miękkich w płetwie grzbietowej
- 3 promienie twarde i 7–11 miękkich w płetwie odbytowej
- wiele gatunków intensywnie ubarwionych
- dorastają do 1 m długości

## Klasyfikacja
Rodzaje zaliczane do tej rodziny:
Aphareus — Aprion — Apsilus — Etelis — Hoplopagrus — Lipocheilus — Lutjanus — Macolor — Ocyurus — Paracaesio — Parapristipomoides — Pinjalo — Pristipomoides — Randallichthys — Rhomboplites — Symphorichthys — Symphorus